# GUN CRAZY
『GUN CRAZY』（ガン クレージー）とは、2002年、2003年に公開された、日本の映画シリーズである。
「女が銃を撃ちまくる」ことを主軸にしたガンアクション映画であり、1時間程度の短編を2本まとめて公開するというスタイルで興行された。2002年にEpisode-1&2が、2003年にEpisode-3&4が公開された。
監督は4作すべて室賀厚である。

## Episode-1「復讐の荒野」A WOMAN FROM NOWHERE

### あらすじ
米軍基地があるという理由で無法が放置され、ギャングのボス・東条孝也が仕切る津尊町に、山田沙紀と名乗る一人の女が復讐に訪れた。

### キャスト
- 山田沙紀：米倉涼子
- 東条孝也：鶴見辰吾
- ジョー・フジモト：大和武士
- 高良修平：菅田俊
- 喜多川雄治：宇梶剛士
- 黒南風晃：江原修
- 冴子：愛染恭子
- 銀華：石原恵
- 安松良治：森本浩
- 打越雅人：ボブ鈴木
- 城島：JIN
- 賞金稼ぎ：山本竜二

## Episode-2「裏切りの挽歌」BEYOND THE LAW

### あらすじ
弁護士・城島由紀は、不正のなくならない社会に対して途方に暮れていたが、ある事件を機に、銃によって悪を裁く事を誓い、殺し屋への道へと進んだ。

### キャスト
- 城島由紀：菊川怜
- 滝田丈一郎：永澤俊矢
- 沢島隆：清水綋治
- ペンギン：野村祐人
- 鏑木達哉：松山鷹志
- 小久保冴子：高橋しゅり
- 五十嵐一平：田中優樹
- マリア：嶋村かおり
- 巴淳二：小林滋央
- 山城栄吉：山西道広
- 野崎健介：水上竜士
- 中古車屋：吉田祐健
- 組長：飯島大介
- 被告：千葉尚之
- 安藤一夫、久保酎吉、軍司眞人、和田周、町田政則、奏谷ひろみ

## Episode-3「叛逆者の狂詩曲(ラプソディー)」THE BIG GUNDOWN

### あらすじ
国際テロ組織ガルホークによって仲間を失い、自責の念にさいなまされている警察官・深瀬亜紀は、ベテラン刑事・白井亮介とともに独自の追跡を開始した。
ある日、亜紀は別の事件で、ガルホークのメンバーである秋吉麗華と出会った。
麗華は、亜紀の同僚たちを爆殺した犬飼勇治を愛しており、彼を止めさせるべく、亜紀に協力することにした。

### キャスト
- 深瀬亜紀：仲根かすみ
- 秋吉麗華：大谷みつほ
- 白井亮介：布施博
- 犬飼勇治：本宮泰風
- 石井愃一
- 中山仁

## Episode-4「用心棒の鎮魂歌(レクイエム)」THE MAGNIFICENT FIVE STRIKE

### あらすじ
東南アジア・スラベル共和国で、日系企業の支社長令嬢・恵理が武装ゲリラ集団に誘拐された。
恵理の友人である美紀は、戦闘のプロたちとともに恵理の救出へ向かった。

### キャスト
- 宮本美紀：加藤夏希
- 河田香織：原史奈
- 高木貴行：又野誠治
- 榎本：寺泉憲
- アキラ：江原修
- 中山：勝矢秀人
- 恵理：上杉梨華
- 水着売り場の店員：松本美千穂
- 片桐竜次
- 蒼井そら
- 岡部まり
- 鶴岡大二郎

## その他オールスタッフ

### Episode-1&2
- 製作：キュームービー、パイオニアLDC、ジャパンホームビデオ
- 製作総指揮：奥山和由
- 製作者：榎本寛治、熊澤芳紀、箱崎泰
- プロデュース：小穴勝幸、瀬谷愼、清水一夫、寺西正巳
- 脚本：濱崎剛志（1.2）、室賀厚、野坂直代（2）
- 音楽：安川午朗
- 技斗：柴原孝典
- ガンエフェクト：ビル横山（BRONCO）
- MA：アオイスタジオ
- 現像：東京現像所
- 制作協力：フィルムワークス、ムービーキング
- 配給：キュームービー、巴里映画

### Episode-3&4
- 製作：東洋化成、マックス・エー、パイオニアLDC、ジャパンホームビデオ、ヒューマックスコミュニケーションズ
- シリーズ企画：奥山和由…製作会社の変更により、実際の製作に関与しない立場になった。
- 製作者：萩原克治、石井渉、熊澤芳紀、箱崎泰、林瑞峰
- プロデュース：小穴勝幸、瀬谷愼
- 脚本：濱崎剛志、室賀厚、青木英美、津村美智子
- 音楽：安川午朗
- 技斗：柴原孝典
- ガンエフェクト：ビル横山（BRONCO）
- 現像：東京現像所
- 配給：パイオニアLDC、ゼアリズエンタープライズ